# Club Bàsquet Jovent d'Alaior
El Club Bàsquet Jovent d'Alaior és un club de basquet a Alaior (illa de Menorca, Illes Balears). En el qual hi ha molts de participants que practiquen aquest esport, poden començar a partir dels 4 anys. Consisteix en un esport de resistència i treball en equip, en el qual es fan moltes jugades amb la intenció d'encistellar la pilota a dins de la cistella. L'equipament està formada per un nombre i totes duen l'escut del club. En aquests anys de vida del C. B. Jovent d'Alaior, la trajectòria seguida ha suposat un gran esforç i també una gran alegria per a tots aquells que hem format i formem part del club. Queda molt per fer, però hem de saber que en una població com la nostra, els condicionants i els límits que tenim ens obliguen que imperi sempre el 'bon seny', encara que els grans reptes mai ens han fet por. De fet, el salt qualitatiu que el club ha donat és notori:
- Una bona escola de bàsquet a partir dels cinc anys.
- Un personal humà molt identificat amb el treball esportiu i educatiu que es transmet.
- Un primer equip masculí, exemple en el qual tots els més petits poden fixar-se per poder arribar de gent gran.

Al 2015/16 el club va celebrar el 25è aniversari des de la formació del club. En el qual varen organitzar diverses activitats en honor del 25è aniversari.

## Història
Va néixer el 1990, per això és un club jove. No obstant això, el bàsquet a Alaior es remunta a l'any 1944, encara que no serà fins a la dècada dels seixanta quan comenci a organitzar-se de forma més seriosa amb l'impuls donat pel Col·legi La Salle Alaior; l'any 1973 neix un segon club, el CB Alaior. És a dir, que en una població de poc més de cinc mil habitants hi havia dos clubs de bàsquet.
Però, com hem dit al principi, és en l'any 1990 quan els dos clubs existents, CB La Salle Alaior i CB Alaior, decideixen fusionar-se per impulsar l'esport del bàsquet al poble. És a partir d'aquest moment en què el nou club, el CB Jovent d'Alaior, creix i s'organitza per oferir a tot el jovent del poble una major qualitat en la pràctica esportiva.
La primera Junta Gestora que es va constituir va ser presidida per Silverio Juanico i va tenir com a vicepresidents Emiliano Melià i Ramon Timoner. Els objectius que es van proposar van ser la creació d'una escola de bàsquet que impulsés la formació i l'educació esportives fomentant l'esforç, el companyonia i l'amistat. En aquesta primera temporada, el club va comptar amb setze equips i un pressupost de prop de quatre milions de pessetes.

## Categories
CB Jovent nomes existeix a Alaior. Està dividit en moltes categories des dels petits fins als grans de la família.
Divisió d'equips segons l'edat
- Iniciació
- Premini masculí/femení
- Mini
- Infantil masculí/femení
- Cadet masculí/femení
- Júnior masculí/femení
- Sènior masculí/femení